# أنا ماريا رافنوبولسكا دين
أنا ماريا رافنوبولسكا دين (بالبلغارية: Анна-Мария Равнополска-Дийн) (من مواليد 3 أغسطس 1960) هي موسيقية وملحنة بلغارية.

## وصلات خارجية
- السيرة الذاتية